# Скъперникът (филм, 1980)
Вижте пояснителната страница за други значения на Скъперникът.
„Скъперникът“ (на френски: L'Avare) e френски филм от 1980 г. по едноименната комедия на Молиер. Главната роля на Арпагон се изпълнява от френския киноартист Луи дьо Фюнес.

## Сюжет
Внимание:  Текстът по-долу разкрива сюжета на произведението (или части от него)!
Арпагон е вдовец, който живее с двете си деца – Клеант и Елиз. Той ухажва млада жена, в която е влюбен неговият син. За да се ожени за Мариан, Клеант взима пари назаем от неизвестен лихвар, който по-късно се оказва баща му.

## В ролите
| Актьор        | Роля       |
| ------------- | ---------- |
| Луи дьо Фюнес | Арпагон    |
| Франк Давид   | Клеант     |
| Ерве Белон    | Валер      |
| Мишел Галабрю | Жак        |
| Клод Жансак   | Фрозина    |
| Жорж Одубер   | Анселм     |
| Клер Дьопре   | Елиз       |
| Ги Гросо      | Бриндавоан |
| Мишел Модо    | Мерлуш     |
| Анри Жене     | Комисарят  |